# Theillay
Theillay és un municipi francès, situat al departament del Loir i Cher i a la regió de Centre – Vall del Loira. L'any 2007 tenia 1.263 habitants.

## Demografia

### Població
El 2007 la població de fet de Theillay era de 1.263 persones. Hi havia 572 famílies, de les quals 184 eren unipersonals (80 homes vivint sols i 104 dones vivint soles), 208 parelles sense fills, 148 parelles amb fills i 32 famílies monoparentals amb fills.
La població ha evolucionat segons el següent gràfic:
Habitants censats

### Habitatges
El 2007 hi havia 732 habitatges, 588 eren l'habitatge principal de la família, 101 eren segones residències i 43 estaven desocupats. 697 eren cases i 33 eren apartaments. Dels 588 habitatges principals, 425 estaven ocupats pels seus propietaris, 148 estaven llogats i ocupats pels llogaters i 15 estaven cedits a títol gratuït; 17 tenien una cambra, 34 en tenien dues, 114 en tenien tres, 183 en tenien quatre i 240 en tenien cinc o més. 453 habitatges disposaven pel capbaix d'una plaça de pàrquing. A 277 habitatges hi havia un automòbil i a 230 n'hi havia dos o més.

### Piràmide de població
La piràmide de població per edats i sexe el 2009 era:
| Homes | Edats   | Dones |
| ----- | ------- | ----- |
| 0     | 95 o +  | 0     |
| 4     | 90 a 94 | 8     |
| 12    | 85 a 89 | 4     |
| 16    | 80 a 84 | 20    |
| 20    | 75 a 79 | 28    |
| 24    | 70 a 74 | 44    |
| 40    | 65 a 69 | 44    |
| 56    | 60 a 64 | 20    |
| 32    | 55 a 59 | 24    |
| 40    | 50 a 54 | 32    |
| 68    | 45 a 49 | 32    |
| 64    | 40 a 44 | 84    |
| 36    | 35 a 39 | 40    |
| 32    | 30 a 34 | 36    |
| 60    | 25 a 29 | 32    |
| 40    | 20 a 24 | 20    |
| 40    | 15 a 19 | 36    |
| 48    | 10 a 14 | 48    |
| 28    | 5 a 9   | 20    |
| 32    | 0 a 4   | 24    |

## Economia
El 2007 la població en edat de treballar era de 811 persones, 598 eren actives i 213 eren inactives. De les 598 persones actives 552 estaven ocupades (291 homes i 261 dones) i 46 estaven aturades (24 homes i 22 dones). De les 213 persones inactives 104 estaven jubilades, 45 estaven estudiant i 64 estaven classificades com a «altres inactius».

### Ingressos
El 2009 a Theillay hi havia 593 unitats fiscals que integraven 1.291,5 persones, la mediana anual d'ingressos fiscals per persona era de 17.821 €.

### Activitats econòmiques
Dels 76 establiments que hi havia el 2007, 2 eren d'empreses extractives, 3 d'empreses alimentàries, 4 d'empreses de fabricació d'altres productes industrials, 17 d'empreses de construcció, 20 d'empreses de comerç i reparació d'automòbils, 3 d'empreses de transport, 7 d'empreses d'hostatgeria i restauració, 1 d'una empresa d'informació i comunicació, 8 d'empreses financeres, 2 d'empreses immobiliàries, 2 d'empreses de serveis, 2 d'entitats de l'administració pública i 5 d'empreses classificades com a «altres activitats de serveis».
Dels 24 establiments de servei als particulars que hi havia el 2009, 1 era una oficina de correu, 2 oficines bancàries, 2 tallers de reparació d'automòbils i de material agrícola, 6 paletes, 1 guixaire pintor, 1 fusteria, 4 lampisteries, 2 electricistes, 3 perruqueries, 1 restaurant i 1 saló de bellesa.
Dels 8 establiments comercials que hi havia el 2009, 2 eren botiges de menys de 120 m², 3 fleques, 1 una fleca, 1 una peixateria i 1 una joieria.
L'any 2000 a Theillay hi havia 9 explotacions agrícoles que ocupaven un total de 485 hectàrees.

## Equipaments sanitaris i escolars
L'únic equipament sanitari que hi havia el 2009 era una farmàcia.
El 2009 hi havia una escola elemental.

## Poblacions més properes
El següent diagrama mostra les poblacions més properes.